# هربرت كيسلر
هربرت كيسلر هو لاعب هوكي الجليد سويسري، ولد في 28 ديسمبر 1912 في Rossa, Switzerland ‏ في سويسرا، وتوفي في 15 نوفمبر 1966 في دافوس في سويسرا.

## وصلات خارجية
- هربرت كيسلر على موقع EliteProspects.com (الإنجليزية)
- هربرت كيسلر على موقع أوليمبيديا (الإنجليزية)